# Jovan Zivlak
Œuvres principales
- Zimski izveštaj (1989)
- Ostrvo (2001)
- Pod oblacima (2015)

Compléments
- Ancien étudiant de la Faculté de philosophie de l'université de Novi Sad
- Marié à l'écrivaine et poétesse Jovanka Nikolić

Jovan Zivlak (en serbe cyrillique : Јован Зивлак) est né le 9 octobre 1947 à Nakovo, en Voïvodine, province autonome de Serbie, est écrivain et poète serbe. Il habite à Novi Sad.

## Biographie
Jovan Zivlak a étudié la littérature et langue serbe à la Faculté de philosophie de l'université de Novi Sad en Serbie. Il a été rédacteur en chef du journal littéraire Polja (Champs), de 1976 à 1983, ainsi que directeur de la maison d'édition « Svetovi » (« Mondes ») de Novi Sad. Comme éditeur, il a publié un grand nombre de philosophes et écrivains français : Michel Tournier, Jean-François Lyotard, Jacques Derrida, Michel Foucault, Jean Baudrillard, Pierre Bourdieu, Paul Virilio, Jacques Le Goff, Paul Veyne etc.
Il est actuellement directeur de la maison d'édition « Adresa » (www.adresa.co.rs), rédacteur en chef du journal littéraire Zlatna greda et directeur du Festival international de littérature à Novi Sad. Ses livres sont traduits en macédonien, slovaque, hongrois, roumain, italien, allemand aussi bien qu’en français. 
Jovan Zivlak a reçu de nombreux prix littéraires en Serbie.
Il est marié à l'écrivaine et poétesse Jovanka Nikolić (née en 1952).

## Œuvres

### Poésie
- Brodar (Le marin, 1969)
- Večernja škola (L'école du soir, 1974)
- Čestar (Fourré, 1977)
- Tronožac (Trépied, 1979)
- Čekrk (Treuil, 1983)
- Napev (Un air, 1989)
- Zimski izveštaj (Rapport hivernal, poèmes choisis, 1989)
- Čegrtuša (Le crotale, 1991)
- Obretenje (La découverte, Poèmes choisis, 1995)
- Ostrvo (L'île (2001)
- Pesme (Poèmes, 1979 -2005)

### Essais
- Jedenje knjige (Manger de livre, 1996)
- Aurine senke (Les ombres d'Aura, 1999)
- Sećanje i senke (Mémoires et ombres, 2007)

## Ouvrages disponibles en français
- Trépied, Centre Culturel de la Yougoslavie à Paris, 1981.
- Poèmes choisis, L'Âge d'homme, 1999.